# Silvia Colloca
Silvia Colloca (Milano, 23 luglio 1974) è un'attrice e conduttrice televisiva italiana naturalizzata australiana.

## Biografia
Ultima dei tre figli di Loredana, originaria di Torricella Peligna, e Mario Colloca, ha una sorella, Alessandra, e un fratello Gianmarco. Fin da piccola ha sviluppato la passione per la recitazione. Si è iscritta alla scuola di teatro presso il CTA di Milano, dove ha studiato per sette anni. Nello stesso periodo ha perfezionato il suo inglese che è diventata la sua seconda lingua. Ha frequentato per quattro anni l'Accademia Musicale di Milano, studiando canto lirico e sviluppando una voce da mezzosoprano.
Ha debuttato nel 2002, con un piccolo ruolo nel film di Alessandro D'Alatri Casomai; nel 2004 ha ottenuto una parte in Van Helsing, dove interpreta Verona, una delle mogli del Conte Dracula.
Dopo questa esperienza internazionale è tornata in Italia, dove ha recitato nel film indipendente L'apocalisse delle scimmie. Nel 2006 è stata co-protagonista, al fianco di Wesley Snipes, in Detonator - Gioco mortale, mentre nel 2007 ha lavorato in Decameron Pie, commedia che si ispira al Decameron di Giovanni Boccaccio. Nel 2009 è riapparsa sul grande schermo con il film horror Lesbian Vampire Killers.
Nel 2014 ha presentato Made in Italy with Silvia Colloca, andato in onda in Australia su SBS TV, programma che l'ha ispirata a pubblicare il suo primo libro.

## Vita privata
Sul set di Van Helsing ha conosciuto l'attore australiano Richard Roxburgh, che nel film interpretava Dracula. La coppia si è sposata nel settembre del 2004 in un castello di Rapolano Terme, in provincia di Siena. Il 10 febbraio 2007 Silvia ha dato alla luce il suo primo figlio, Raphael Jack Domenico, e nel settembre del 2010 è nato il suo secondogenito, Miro. Nel luglio 2013 ha acquisito la cittadinanza australiana: da allora vive a Sydney. Nel 2017 alla coppia è nata una terza figlia, Luna.

## Filmografia

### Cinema
- Casomai, regia di Alessandro D'Alatri (2002)
- Van Helsing, regia di Stephen Sommers (2004)
- Detonator - Gioco mortale (The Detonator), regia di Po-Chih Leong (2006)
- Decameron Pie, regia di David Leland (2007)
- Lesbian Vampire Killers, regia di Phil Claydon (2009)
- L'apocalisse delle scimmie, regia di Romano Scavolini (2012)
- Nerve, regia di Sebastien Guy (2013)
- Little Tornadoes, regia di Aaron Wilson (2021)

### Cortometraggi
- La Finca (2013)
- Dante's Hell Animated (2013)
- The Tender Dark (2015)
- Ariadne (2015)

### Televisione
- L'avvocato (2003) – serie TV
- Packed to the Rafters (2009) – serie TV
- Cops LAC (2010) – serie TV
- Rake (2010) – serie TV
- Pulse (2017) – miniserie TV